# Galea
Cobayes à dents jaunes
Pour les articles homonymes, voir Galea (homonymie).
Genre
Les Cobayes à dents jaunes (Galea) sont un genre de Rongeurs de la famille des Cavidés, dont le nombre et le nom des différentes espèces est encore discuté.
Ce genre a été décrit pour la première fois en 1832 par le médecin et naturaliste allemand Franz Julius Ferdinand Meyen (1804-1840).

## Liste des espèces
Selon UICN (8 févr. 2013) :
- Galea flavidens (Brandt, 1835)
- Galea monasteriensis Solmsdorff & Kock & Hohoff & Sachser, 2004
- Galea musteloides Meyen, 1832 - Cobaye-belette[4]
- Galea spixii (Wagler, 1831)

Selon Mammal Species of the World (version 3, 2005)  (8 févr. 2013), ITIS (8 févr. 2013), Catalogue of Life (8 févr. 2013) :
- Galea flavidens (Brandt, 1835)
- Galea musteloides Meyen, 1832
- Galea spixii (Wagler, 1831)

Selon NCBI (8 févr. 2013) :
- Galea monasteriensis Solmsdorff & Kock & Hohoff & Sachser, 2004
- Galea musteloides Meyen, 1832
- Galea spixii (Wagler, 1831)

Selon Paleobiology Database (8 févr. 2013) :
- Galea musteloides
- Galea spixii